# 死のハイウェイ

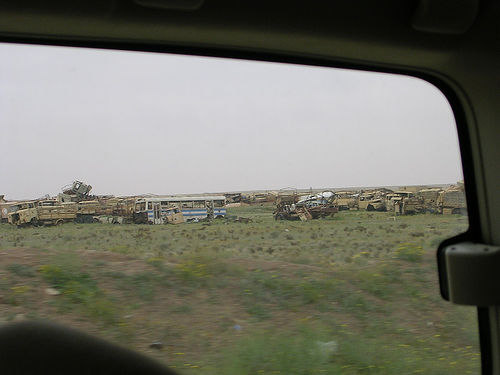
死のハイウェイ (2005年 クウェートにて)

死のハイウェイ（しのハイウェイ、Highway of Death）は、湾岸戦争中の1991年2月26日から27日に掛けての夜間に、撤退するイラク軍がアメリカ軍の航空機に攻撃された、クウェートの首都・クウェートシティとイラク側のバスラを結ぶ道路のことである。西側のニュースはこの道路を、クウェートシティから国境の町であるクウェートのアブダリとイラクのサフワンを経由し、バスラへ向かう「ハイウェイ80」として報道した。この道路は1990年代の終わりに修復され、イラク戦争の初期段階において米英連合軍のイラクへの侵攻に使われた。
攻撃は2箇所の異なる場所で行われた。1400の車両がアル・ジャーラ北部の幹線道路で攻撃され、さらに400前後の車両がバスラへと向かう海岸沿いの道路で攻撃された。前者はほとんどが徴用された民間車両で、徴兵されたイラク兵が乗っており、後者はほとんどが共和国防衛隊第1機甲師団“ハンムラビ”に所属する軍用車両であった。ジャーナリストたちが訪れたとき、前者は破壊され、放棄された車両が絶え間なく並ぶ行列であった。もう一方の道路は、「ジャンクヤードの戦い」の場所として知られ、破壊された車両が小数集まった群れが広範囲に散らばっており、アメリカ陸軍第3機甲師団の地上部隊を含む多国籍軍を攻撃したものである。

## 死のハイウェイを巡る論争
死のハイウェイでの攻勢は不名誉な論争の的となった。複数のコメンテーターは、隊列に捕虜と民間人の避難民を含めた撤退中のイラク軍に対する攻撃は過剰な力の行使であると断言した。しかしながら、戦闘中の死のハイウェイに居合わせたリポーターはおらず、報道機関は1か月に渡って現れなかったために撮られた写真の多くは炎上し、破壊された車両を写したものである。
この爆撃は複数の国連監視団員によって、撤退中かつ非戦闘中のイラク兵が激しい渋滞に捕まっている中、ハイウェイで広範囲に渡って行われた計画的な爆撃であるとして引き合いに出された。

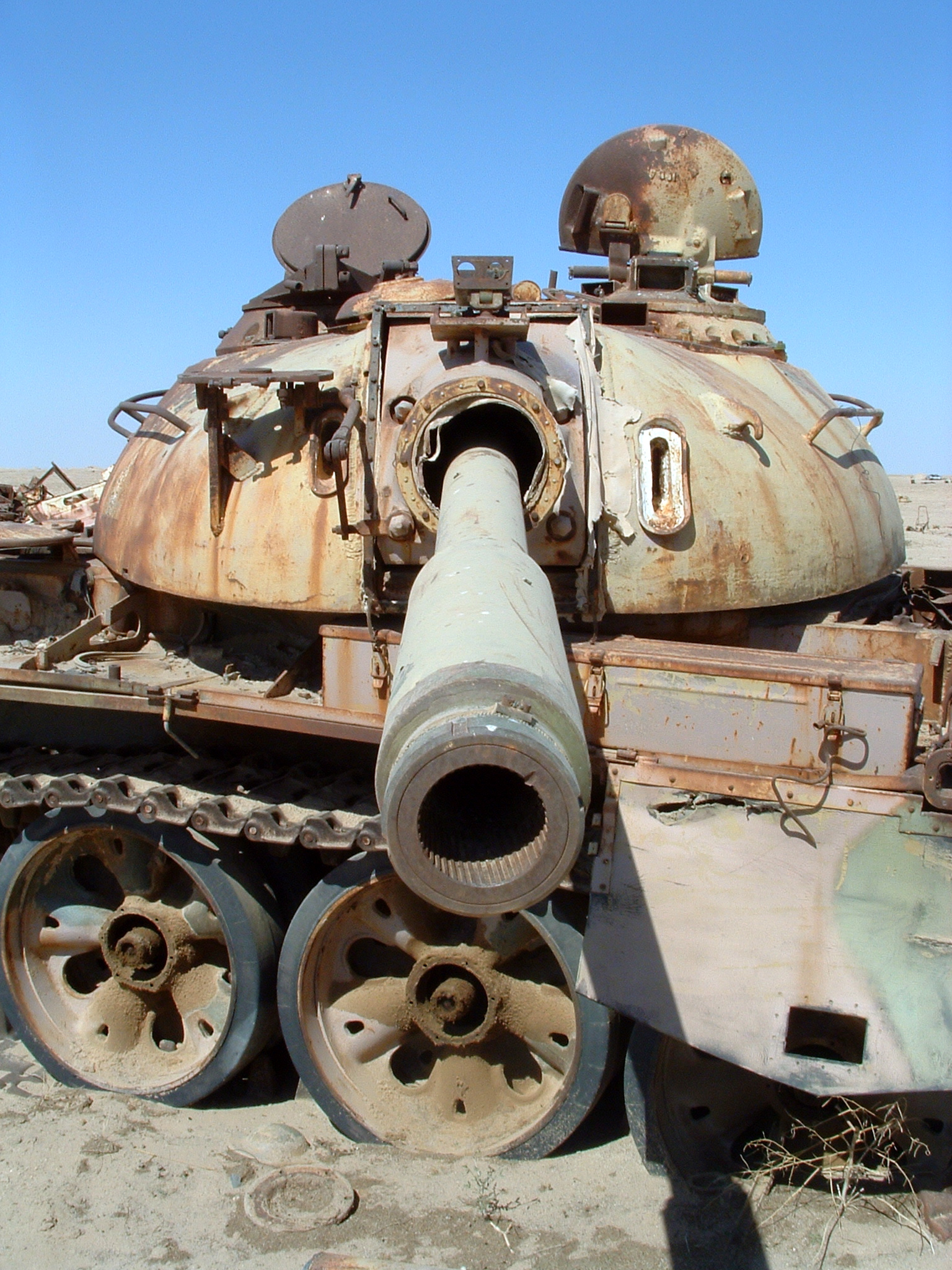
死のハイウェイの錆び付いた69/79式戦車 (2003年撮影)

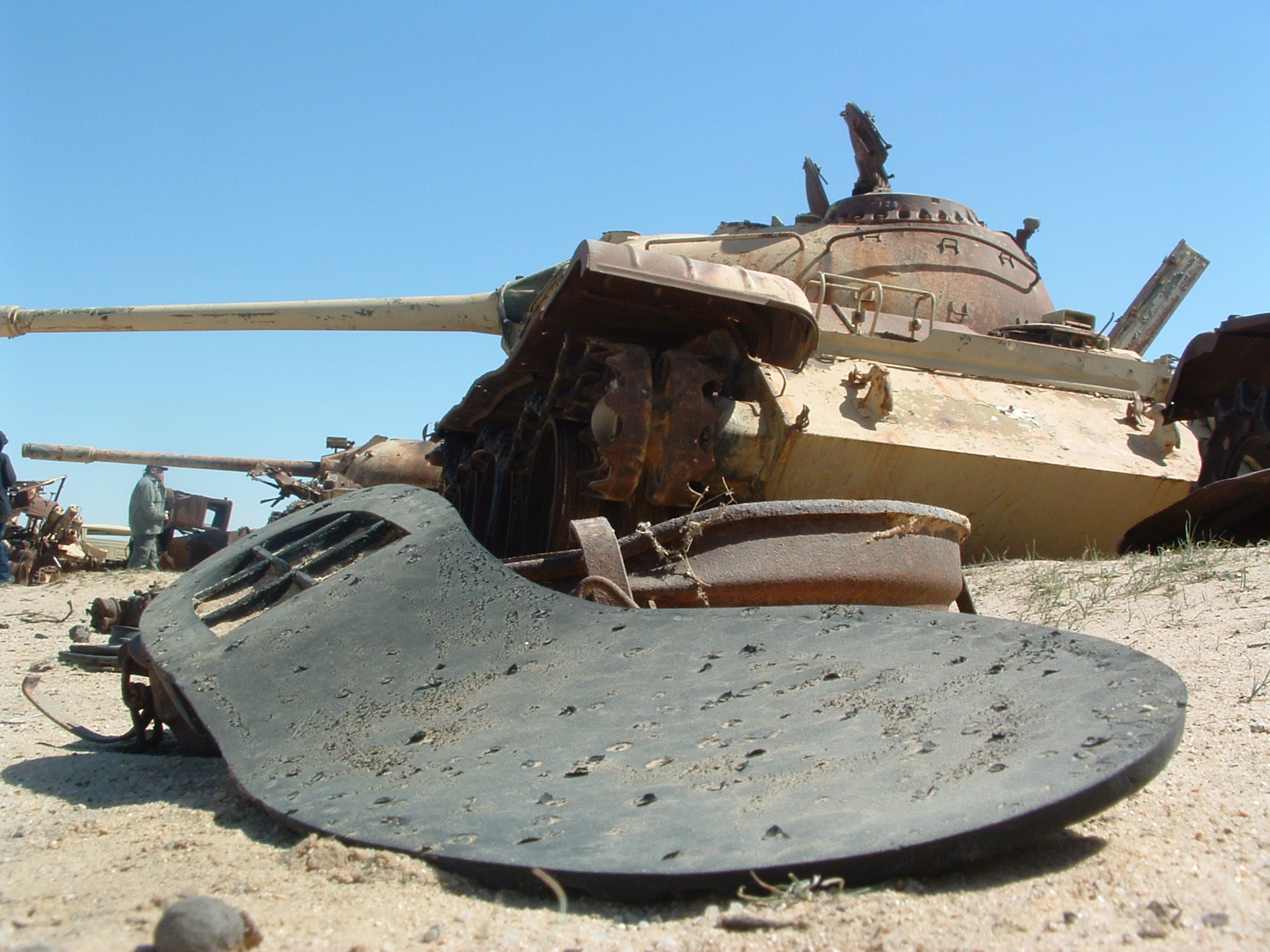
死のハイウェイに残された靴のソール

これに対してアメリカは、残骸の中で見つかったイラク兵はほとんど無かったと断言した。PBSフロントラインのインタビューの中で、リック・アトキンソンは、死のハイウェイで何人のイラク兵が殺されたか知ることはできるかという質問に対して次のように答えた。
「一体何人のイラク兵が死のハイウェイで殺されたのか今後我々が知ることができるとは思わない。死のハイウェイで破壊された車両はおよそ1500にのぼった。そして別の道路ではさらに海岸沿いに走った400前後の車両の一団が数えられた。イラクの降伏直後にこの残骸の中を歩いた人々は、比較的僅かな死体しか見なかったが、確かに複数の死体がありその死体は多くが激しく焼け焦げていた。しかし、支配的な見解としては、多くのイラク兵は車両を乗り捨てて逃げ去ったというもので、死のハイウェイで殺された数が200人を超える程度というのは多分に信じ難いことである。」
インデペンデント紙のロバート・フィスクは、多国籍軍の爆撃後に現場へ赴いた。フィスクは自書「The Great War for Civilisation」において、数キロの長さに渡って渋滞に掴まった車両が軍民問わず爆撃され、破壊された光景を記述している。フィスクは車両の乗員の焼死体について次のように述べている。
「私はそこで何百体もの死体を見た。あそこには数千の死体があったに違いない。我々はそれを“死のハイウェイ”としてでなく、“ムトラ・リッジの虐殺”として記憶すべきであろうか？」
この証言の通り、youtubeなどに投稿された"死のハイウェイ"に関する動画には、激しく炭化した複数の遺体、バス内で死亡したと思われる民間人らしきものなどを撮ったものがある。

## 歴史上の類似事象
第二次世界大戦の後半、ノルマンディー上陸作戦後のフランスにて死のハイウェイと良く似た攻撃が行われた。1944年8月12日、フランス西部に展開していたドイツ国防軍の兵士、車両、戦車が連合軍の攻撃によってファレーズに追い込まれ、包囲された事例である(ファレーズ・ポケット)。ドイツ軍が撤退を試みると、連合軍の地上攻撃機が包囲下の軍勢を激しく爆撃した。撤退はドイツ人が「死の道路」 (Todesgang) と呼ぶ、ノルマンディー地方の村々を結ぶ道路に沿った戦闘と化した。